# 아리에테
C-1 아리에테는 이탈리아가 개발한 3세대 주력전차로 이탈리아 육군이 사용중이다.

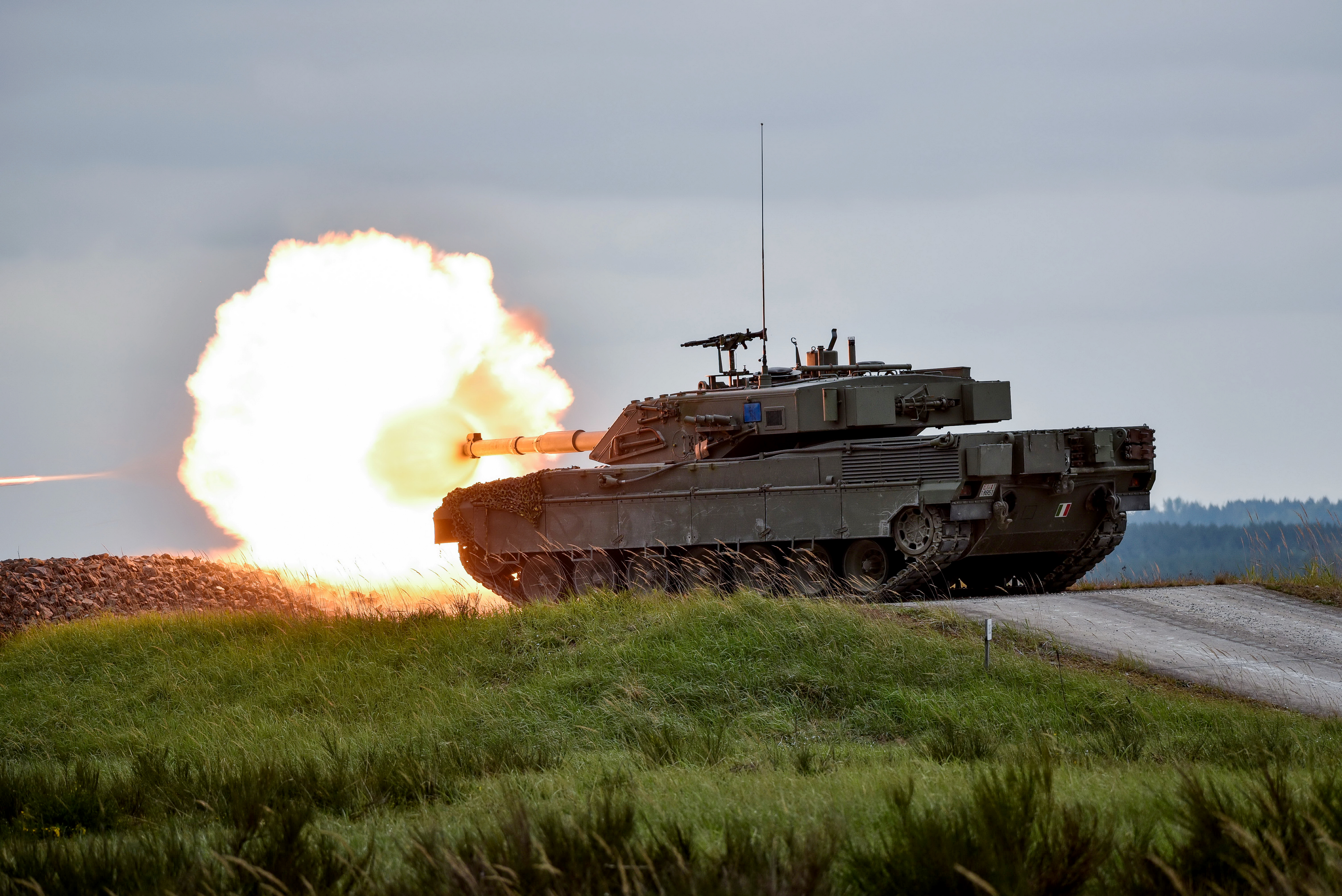
아리에테 옆모습

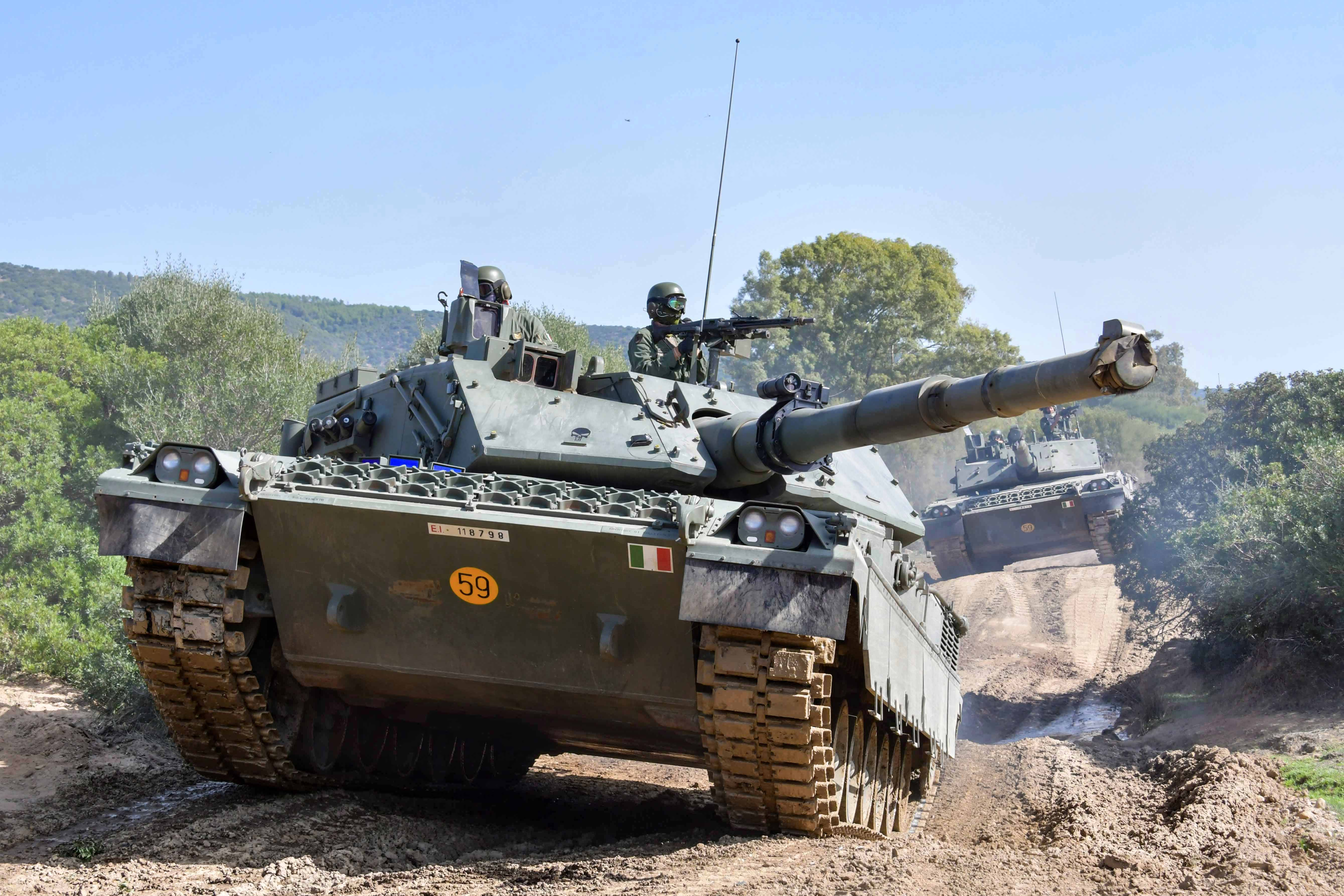
정면모습

## 성능

### 디자인/외형
C-1 아리에테 전차는 전형적인 서구 전차와 유사한 기존의 배치를 가지고 있다. 차체의 전면에 있는 운전석, 격납고 - 중간을 향한 운전실 및 차체 후면의 엔진 구획. 경사진 포탑 정면과 사이드 스커트를 부착했다는 점에서도 전형적인 서구 주력전차의 형상이라고 볼 수 있으며, 차체의 높이도 동구권 전차보다 훨씬 높다.

### 화력 관제 시스템
갈릴레오 Avionica에서 제조 한 탱크의 첨단 화력 관제 시스템은, OG14L3 TURMS을 지정하고 (SFIM / 갈릴레오에 의해 공동 개발) 지휘관의 SP-T-694 차 광학에 대한 주야간 파노라마 기능을하는 포함 안정된 플랫폼이 포함되어 열을 포수의 시야와 레이저 거리 측정기를 사용하여 정확도를 높이고 표적 탐지 및 타겟팅을 신속하게 처리할 수 있으며 디지털 속도 조절이 가능한 컴퓨터로 풍속 , 습도 및 외부 기상 조건을 포탑의 입면각과 결합하여 측정 할 수 있다. 정확도가 향상된 사격이 가능케된다.
이 컴퓨터는 탱크의 네비게이션 시스템의 구성 요소이기도 하며 네트워크의 차량간에 전술 정보를 교환 할 수 있다. Ariete는 "헌터 킬러"능력을 지니고 있는데, 지휘관이 포지션을 바꾸지 않고 표적을 시각적으로 식별하기 위해 터렛 해치를 열지 않고 360 도의 시야에서 포수를 목표물로 지정합니다. 사령관의 시야에는 수평에서 -10 °에서 + 60 °까지 수직으로 횡단하여 탱크가 저공 비행중인 공중 위협 (주로 헬리콥터)과 교전 할 수 있다. 야간 전투 중 지휘관과 포수는 열 화상 장거리를 공유하여 1,500m 거리에서 2.3x2.3m 목표를 대처할 수 있다.

### 보호/생존성
Ariete의 장갑은 영국 챌린저 2 전차 및 M1 Abrams 전차와 비슷한 철강 및 복합 소재다. Ariete에는 두 개의 측면 장착형 전자 발사 유탄 발사기가 장착되어 있다. 각 발사기는 연막탄과 채프를 혼합장착해 발사 할 수 있는 4 개의 배럴로 구성된다. 연막탄은 시각적 또는 열 감지로부터 탱크를 보호 할 수 있으며, 채프는 탱크의 레이다 단면을 분산시킨다. 탱크는 완전히 NBC로 보호된다.

### 장갑
C1 아리에테의 포탑 정면 방호력은 KE 500mm이며 HE 1,100mm다. 차체 정면 방호력은 KE 470mm에 HE 780mm다.

### 파생형 아리에테 Mk.2
아리에테 Mk.2(또는 C-2)는 Eurosatory 2002에서 밝혀졌으며 2015-2020년 기간 동안 생산될 예정이다. 오토로더, 새로운 유압식 서스펜션, 1.500 마력 엔진 및 고급 화력 제어 시스템과 추가 장갑이 특징

## 운용국
- 이탈리아 - 200대

## 같이 보기
- AMX-56 르클레르
- 챌린저 2
- 레오파르트 2
- PT-91
- 이탈리아 육군

틀:현용 3세대 전차